# Котельниково (Спасский сельсовет, Вологодский район)
Котельниково — деревня в Вологодском районе Вологодской области.
Входит в состав Спасского сельского поселения, с точки зрения административно-территориального деления — в Спасский сельсовет.
Расстояние по автодороге до районного центра Вологды — 12 км, до центра муниципального образования Непотягово — 2 км. Ближайшие населённые пункты — Жилино, Тропино, Можайское, Конищево, Кудрино.

## Население
| 2010 |
| ---- |
| 17   |

По переписи 2002 года население — 6 человек.